# Мишич, Боян
Бо́ян Ми́шич (серб. Бојан Мишић / Bojan Mišić; 29 сентября 1978, Пожаревац, СФРЮ) — сербский футболист, вратарь.

## Карьера
В Сербии игрок выступал за клубы «Младост» Лучани и «Колубара». В 2008 году подписал контракт со «Спортакадемклубом», который тогда возглавлял Константин Сарсания. 14 августа 2009 года футболист перешёл в «Химки», за которые так и не сыграл ни одного матча в Премьер-лиге. По окончании сезона 2009 года покинул команду на правах свободного агента.